# Purex
Purex var ett svenskt handelsnamn för laxermedel.
Laxermedlet började saluföras 1936 av Sixstars AB i Göteborg under namnet Ex-Lax. Produkten var utformad som en chokladkaka som, enligt reklamen, smakade som delikatesschoklad. Namnet ändrades till Purex 1939. Produktens verksamma substans var fenolftalein, ett ämne vilket uppgavs kunna skada levern och njurarna. Medicinalstyrelsen beslutade dock 1968 att förbjuda tillverkningen då risken för förväxling var alltför stor och att barn därigenom kunde äta alltför stor mängd i tro att det var vanlig choklad och till följd av detta drabbas av kraftig diarré (avregistrerat 1969) Varumärket övertogs av läkemedelsföretaget Astra, som från 1970 saluförde laxermedlet i form av tuggtabletter, men avregistrerades slutligen 1978.